# Voisin 8

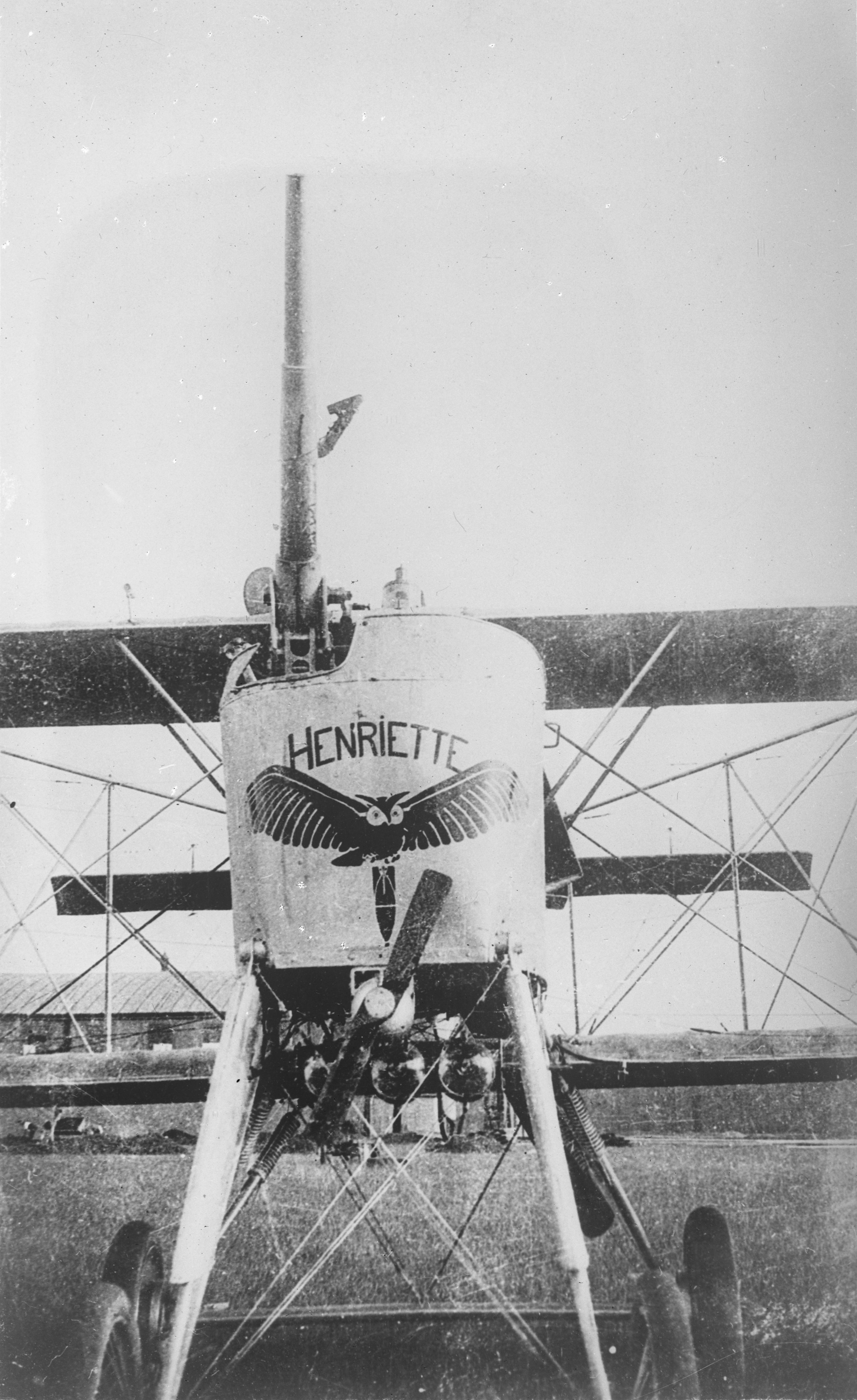
canon de 37 mm sur un Voisin LBP

Le Voisin VIII est un bombardier biplan français de la Première Guerre mondiale.
Le Voisin VIII était un pousseur biplan biplace français qui a été construit en deux versions, l'une équipée d'un canon Hotchkiss de 37 mm (le LBP ou Ca.2 ), et l'autre en tant que bombardier conventionnel (le LAP ou Bn.2 ). Des problèmes avec le moteur Peugeot ont conduit à une courte carrière opérationnelle avec des unités de première ligne avant d'être remplacé par le Voisin X, qui, à part l'installation d'un nouveau moteur Renault, était presque identique au VIII.

## Dévelopement
Avec l'échec des concours de bombardiers de 1915 et 1916 à produire des types utilisables pour remplacer le Voisin V, Voisin a été invité à produire un type provisoire en attendant le développement de la prochaine génération de bombardiers. Ceci était basé en partie sur le Voisin VII précédent qui était lui-même un V agrandi, mais devait être propulsé par un moteur plus gros car le VII s'est avéré sous-alimenté, se passant du radiateur de nez, revenant à des radiateurs latéraux induisant de la traînée .
Deux versions devaient être construites, un bombardier conventionnel et un avion armé d'un gros canon Hotchkiss de  37 mm à un coup comme c'était le cas sur le Voisin IV. Au départ, on pensait que le canon serait utilisé pour des attaques air-air et a été officiellement désigné comme chasseur à canon (Ca.2), mais cela s'est avéré irréalisable car les deux types bombardier et de chasseur étaient vulnérables aux chasseurs car lents et pas assez maniables, mais au moins un avion ennemi a été détruit - avec un seul coup. En conséquence, une variété d'autres rôles ont été tentés avec lui. L'artillerie volante, utilisant des tirs indirects était impossible à viser avec précision, la destruction de ballons a mis en évidence la vulnérabilité du type au feu de l'artillerie anti-aérienne, mais un certain succès a été trouvé avec dans l'attaque au sol en tirant directement sur la cible. Beaucoup ont vu leurs canons retirés alors qu'ils étaient en service opérationnel, mais au moins un était armé de mitrailleuses supplémentaires. Le LBP avec le canon avait le pilote sur le siège arrière, tandis que dans le LAP , le pilote était assis sur le siège avant, tandis que l'occupant arrière pouvait être équipé d'une mitrailleuse légère comme la Lewis. Sur certains aéronefs, le canon de l'observateur était monté sur un anneau incliné pour faciliter la progression contre le vent. Contrairement au Voisin IV, l'installation du canon ne nécessitait pas que l'aile supérieure soit décalée vers l'avant pour maintenir l'équilibre avant-arrière.
Comme les Voisin précédents remontant au Voisin III, le Voisin VIII avait une structure en tube d'acier pour fournir une résistance adéquate. Fait inhabituel pour l'époque, et parce qu'il n'avait pas de patin pour l’arrêter, il était équipé de freins à tambour. Ceux-ci étaient montés sur les roues arrière. Comme le Voisin VII, le VIII était équipé de deux grands réservoirs de carburant en forme de larme montés sur des jambes de force qui pouvaient être largués en cas d'incendie. En raison de problèmes de ventilation par échappement sur le VII, le VIII et les types ultérieurs ont été équipés de hautes cheminées d'échappement individuelles dépassant de l'aile supérieure.

## Historique opérationnel

### Prestation en français
Au début de 1917, le Voisin VIII constituait l'essentiel de la force de bombardement de nuit de l'Aviation Militaire  ayant progressivement remplacé les Voisin V précédents et entièrement équipé deux Groupes de Bombardement (GB 1 & GB 3) avant le manque de fiabilité de leurs moteurs les ont amenés à être progressivement remplacés par des Sopwith 1½ Strutter de fabrication française et des Voisin X plus puissants, et retirés dans des unités secondaires, qui ont continué à les faire fonctionner jusqu'à la fin de la guerre. L'Aéronavale / Aviation Maritime exploite 20 Voisin VIII.

### service américain
Sur la base des expériences de certains Américains servant avec ces avions, le Corps expéditionnaire américain des États-Unis prévoyait de déployer une seule unité de bombardiers de nuit équipée du Voisin VIII, mais seule une unité d'entraînement a été formée avant la fin de la guerre.

### Service britannique
Le Royal Naval Air Service a acheté deux exemplaires pour les travaux d'essai, l'un équipé du canon et l'un des types de bombardiers, mais aucun autre exemplaire n'a été acheté.

## Variantes
Voisin VIII
- 220 hp (164 kW) Peugeot 8Aa
  - Voisin LAP - désignation d'usine pour le bombardier de nuit VIII
  - Voisin LBP - désignation d'usine pour VIII armé d'un canon de 37 mm (1,457 in)

Voisin IX
- prototype unique allégé avec 160 ch (120 kW) Renault 8Gb pour la reconnaissance, avec radiateur à nez arrondi            
  - Voisin LC - désignation d'usine pour IX

Voisin X
- VIII remotorisé avec 280 hp (209 kW) Renault 12Fe
  - Voisin LAR - désignation d'usine pour le bombardier de nuit X
  - Voisin LBR - désignation d'usine pour X armé d'un canon de 37 mm (1,457 in)

Voisin XI
- Variant du X avec 350 hp (261 kW) Panhard 12Bc  et modifications mineures des proportions, environ 10 construits

## Opérateurs
France
- Aéronautique Militaire
  - Ecole Militaire d'Avord[5]
  - VB.101[6]
  - V.481/551 aux cotée des Letord 4 & 5[7]
  - G.482 aux cotée des Caudron G.6[8]
  - VB.483[9]
  - V.484[10]
  - Let.485 aux cotée des Letord 4[11]
  - V.486[12]
  - V.487 aux cotée des Letord 4 & 5[13]
  - V.491 aux cotée des Letord 4[14]
  - GB 1
    - VB.110[15]
    - VB.114[16] première unité équipée[1]

  - GB 3
    - VB.107[17]
    - VB.108[18]
    - VB.109[19]
    - VB.113[20]
- l'Aéronavale/Aviation Maritime
  - CAM de Dunkerque[21]

 Royaume-Uni
- Royal Naval Air Service

 États-Unis
- American Expeditionary Force

## Survivants/Avions exposés
- Le Musée national de l'air et de l'espace expose un bombardier Voisin VIII / LAP
- Le Musée de l'air et de l'espace possède un fuselage de Voisin X/LBR équipé d'un canon

### Aéronefs comparables
- Breguet Bre.12 (en)
- Farman F.40
- Royal Aircraft Factory FE.2
- Savoia-Pomilio SP.3 (en)